# José Joaquim de Sena Freitas
José Joaquim de Sena Freitas (Ponta Delgada, 27 de Julho de 1840 — Rio de Janeiro, 21 de Dezembro de 1913) foi um sacerdote, orador sacro e polemista português. Publicou um extenso conjunto de obras, a maior parte sobre questões religiosas e de moral. Manteve intensas polémicas com diversos intelectuais e jornalistas portugueses e brasileiros. Foi filho do publicista Bernardino José de Sena Freitas.

## Biografia
Natural da ilha de São Miguel, filho do publicista e historiador Bernardino José de Sena Freitas, fez os estudos primários em Vila Franca do Campo e os secundários no Seminário de Santarém. Foi condiscípulo de Antero de Quental e conviveu com homens de letras como António Feliciano de Castilho, teve apreciada produção literária e ficou conhecido por polemista de garra. Tornado clérigo, empreendeu um percurso que o levou a tornar-se Lazarista, professando na Congregação da Missão de São Vicente de Paulo, depois de concluir o Curso Teológico no Seminário de Saint-Lazare, em Paris. Seguiu depois rumo ao Brasil, onde ensinou e missionou por largos anos antes de regressar a Portugal. 
Fixou-se em 1873 em Felgueiras, nomeado professor de Filosofia e Línguas no Colégio de Santa Quitéria, mantendo-se no Monte das Maravilhas cerca de um ano, para mais tarde ali voltar em 1877. Posteriormente, por mais que uma vez saiu da sua Congregação e foi readmitido, voltou igualmente ao Brasil e retornou, foi nomeado Cónego da Sé de Lisboa, andou pelo Oriente, foi exímio escritor e acabou por se radicar finalmente no Brasil, onde faleceu a 21 de Dezembro de 1913.
Sena Freitas foi uma das figuras mais notáveis do catolicismo português do período do liberalismo. Escritor exímio e polemista indomável e militante pela salvaguarda dos ideais do Cristianismo, este que foi considerado o "Lacordaire Lusitano" ou o "Padre António Vieira de Oitocentos", ombreou em termos intelectuais com os grandes vultos literários da cultura portuguesa do século XIX como Antero de Quental, Teófilo Braga, Camilo Castelo Branco e Guerra Junqueiro.
O padre Sena Freitas assinou inúmeros artigos da revista católica Estudos Sociais (Coimbra, 1905-1911), destacando-se aqueles em que é abordada a questão da tolerância católica (crítica aos historiadores que confundem católicos com catolicismo e papas com pontificado - a Igreja Católica é constituída por homens que cometem erros o que não impede que a doutrina e a hierarquia se mantenham) e a importância do catolicismo social (o movimento social cristão aproxima a Igreja da sua função original o que permite uma atitude optimista face ao futuro).
Também se conhece colaboração da sua autoria na Revista universal lisbonense (1841-1859), na revista Brasil-Portugal (1899-1914) e no Jornal dos Cegos  (1895-1920).
Nunca foi esquecido, merecendo estudos analíticos de intelectuais como Antero de Figueiredo, Dinis da Luz, Augusto Ferreira e o padre Moreira das Neves, entre outros que lhe dedicaram páginas apreciativas ao temperamento que o fez passar pela vida com notoriedade.
Ficou célebre a polémica que manteve com o escritor brasileiro Júlio César Ribeiro Vaughan a propósito do romance A Carne publicado por este em 1888. Filiando-se na corrente do Naturalismo, o romance pareceu aos leitores impregnado da preocupação de exibicionismo sensual, o que provocou a irritação de muita gente. Vários críticos, entre eles José Veríssimo e Alfredo Pujol, atacaram o romance. O ataque principal partiu do padre Sena Freitas, com o seu artigo "A carniça", publicado no Diário Mercantil. O romancista, espírito orgulhoso e altivo, republicano e anticlerical, replicou com uma série de artigos intitulados "O Urubu Sena Freitas", publicados em Dezembro de 1888. Este episódio está recolhido no livro Uma polémica célebre (Edições Cultura Brasileira, 1934).
Falecido no Rio de Janeiro em 1913, as suas cinzas chegaram a Ponta Delgada a 4 de Março de 1925. No espaço onde existira a primitiva igreja de São José e o primeiro Teatro Micaelense, destruído por um incêndio em 1930, foi feito um jardim público, denominado Jardim Sena Freitas, no qual foi erigida uma sua estátua, em 1966.
Em 1933 a Câmara Municipal de Lisboa homenageou o Padre dando o seu nome a uma rua na Penha de França.

## Obras publicadas
Sena Freitas é autor de uma vasta produção literária. Publicou obras de apologética, oratória, jornalismo e crítica, publicando mesmo alguma ficção sob a forma de romances de inspiração cristã. Entre muitas outras, é autor das seguintes obras:
- Os Milagres e a Crítica Moderna
- Escritos de Hontem
- No Presbitério e no Tempo
- Os Nossos Bispos do Continente
- Perfil de Camilo Castelo Branco
- Por Terra e Mar
- Dia a Dia dum Espírito Christão
- Historicidade da Existencia Humana de Jesus. Contra Emilio Bossi
- A Alta Educação do Clero (tradução e adaptação de uma obra do arcebispo norte-americano John Lancaster Spalding)